# ¿Quién mató a Patricia Soler?
¿Quién mató a Patricia Soler? es una telenovela colombiana producida por RTI Televisión para MundoFox y RCN Televisión en 2014. Es una nueva versión de la telenovela chilena La madrastra, original de Arturo Moya Grau, y tomando la adaptación homónima mexicana de Liliana Abud. Esta versión está escrita por Ana María Martínez, Carlos Fernández de Soto, José Fernando Pérez, Carolina Pérez y Claudia Rojas.
Esta protagonizada por Itatí Cantoral y Miguel de Miguel, con las participaciones antagónicas de Kristina Lilley, Ana Wills, Juan de Dios Ortíz, Paula Barreto, Andrea López, Ricardo Vélez y Aldemar Correa. Cuenta con las actuaciones estelares de Natalia Ramírez, Luz Stella Luengas y César Mora, y la actuación especial de Géraldine Zivic. La telenovela se emitió originalmente el 9 de febrero de 2015 y concluyó el 30 de julio de 2015 en MundoFox.

## Sinopsis
17 años atrás un grupo de amigos, socios de un emporio joyero, viajan por negocios a Nueva York. Una noche, Sara Fernández, esposa de Sebastián Sinisterra presidente de la empresa es sorprendida al lado del cadáver de Patricia Soler con el revólver en sus manos. Es llevada a juicio, donde uno de los socios de Sebastián, Samuel, enamorado de Sara, atestigua en su contra por no corresponder a sus sentimientos, provocando que sea condenada a cadena perpetua.
En prisión, Sara, transformada en una mujer dura, tiene como único pasatiempo fabricar hermosas piezas de joyería en plata, arte que traspasa a su compañera de celda, a quien termina por contarle su historia. Por su condena, Sara perdió a sus dos pequeños hijos, Lucía y Camilo, y sufre terriblemente por la injusticia cometida por Sebastián, quien divorciándose de ella, la abandonó para siempre. Ahora un solo pensamiento motiva la vida de Sara: obtener su libertad, recuperar a sus hijos y desenmascarar al verdadero asesino de Patricia para finalmente hacer justicia.
Mientras tanto, Sebastián y el resto de los socios continúan con sus vidas. Joaquín y Florencia han logrado tener un buen estatus mientras que Ricardo y Gabriela, venidos a menos por malas inversiones, tratan de casar a su sobrina Silvia con el propio Sebastián a fin de recuperar las riquezas perdidas. Samuel nunca se arrepiente por haber mentido contra Sara, mientras que Alba y Carmen, tías de Sebastián mantienen sus acciones en la empresa y su liderazgo en la casa. También sus hijos Camilo y Lucía, junto a Diego (hijo de Patricia) y Rodrigo (Hijo menor de Carmen ), se han incorporado al manejo del emporio joyero.
Tras un indulto logrado por el abogado de Sara, ésta finalmente logra su libertad y retorna al país buscando recuperar su dignidad y hacer justicia con la muerte de Patricia. Conforme, avanza la historia, se van descartando sospechosos y sólo quedan tres personas de las que fueron a aquel viaje como los probables asesinos. Finalmente Sara descubre quien mató a Patricia y en un enfrentamiento con él, está a punto de morir, pero Sebastián la salva entregando al verdadero asesino a las autoridades para que pague por todos los crímenes cometidos.

## Reparto
- Itatí Cantoral - Sara Fernández Acuña de Sinisterra
- Miguel de Miguel - Sebastián Sinisterra Aragón
- Géraldine Zivic - Patricia Soler De Cervantes
- Juan de Dios Ortiz - Ricardo Sotomayor Amador
- Kristina Lilley - Alba Sinisterra Rivas
- Sandra Itzel - Lucía Sinisterra Fernández
- Natalia Ramírez - Carmen Sinisterra Rivas
- Paula Barreto - Daniela Contreras De Sotomayor
- Juan Pablo Franco - Samuel Gutiérrez Fuentes
- Ricardo Vélez - Joaquín Delgado
- Andrea López - Florencia Ríos De Delgado
- Ana Wills - Silvia Contreras / Irene Contreras
- Raúl Gutiérrez - Padre Belisario
- César Mora - Da Vinci
- Carlos Hurtado - Hilario Martínez
- Luz Stella Luengas - Socorro
- Ricardo Mejía - Diego Cervantes Soler
- José Daniel Cristancho - Camilo Sinisterra Fernández
- Santiago Gómez - Rodrigo Sinisterra / Rodrigo Sotomayor Sinisterra
- Nicolás Nocetti - Eduardo Salgado
- Aldemar Correa - Carlos Martínez
- Camila Rincón - Amiga de Silvia
- Laura Junco - Ximena
- Carlos Felipe Sánchez - Pablo
- Estefanía Piñeres - Vivian Cortés
- Milena Ribero - Valeria
- Viviana Pulido - Manuela
- Natalia Giraldo - Rebeca
- Carmenza González - Carlota "La Duquesa"
- José Manuel Ospina - José
- Freddy Ordóñez - Vecino del Pulpo
- Nicolas Nocetti - Eduardo Salgado
- Carmenza Cossio - Esther
- Isabel Cristina Estrada - Angélica
- Margarita Reyes - Débora
- Federico Rivera - Ismael
- Juan Manuel Restrepo - Miguel Tobón
- Adrián Jiménez - Amigo de Ismael
- Javier Delgiudice - Luciano "el abogado de Sara"
- Andrés Felipe Martínez - Psiquiatra Alberto
- Maru Yamayusa - Melania
- Hernán Méndez - Fidel Acero
- Samantha Rocha - Lina Acero
- Martha Liliana Calderón - Sonia "Prepago, amante de Carlos"
- Germán Escallón - Don Roque "Jefe de Rodrigo"
- Daniel Rincón - Alfredo Téllez "Jefe de Lucía"
- Jorge López - Arturo Cervantes "Esposo de Patricia Soler"
- Alejandro Buenaventura - Médico de la familia Sinisterra
- Manuel Busquets - Jaime Quiroz "Gerente del Banco"
- Gustavo Angarita - Fausto
- Margalida Castro - Madre Victoria
- Alberto Saavedra - Doctor
- Kenny Delgado - Doctor
- Franártur Duque - Taxista[3]
- Alejandro López - Fernando Ramírez (Doctor del Centro Psiquiátrico)
- Alfonso Peña - Doctor Clínica Virrey
- Haydée Ramírez - Doctora
- Carlos Posada - Empleado Hotel Nueva York
- Fernando Arango - Capitán de la Policía
- Pedro Mogollón - Licenciado Azteca
- Astrid Junguito - Licenciada
- Víctor Rodríguez - Ex de Débora
- Ana María Abello - Psicóloga de Alcohólicos Anónimos
- Claude Pimont - Abogado de Sebastián
- George Carlin - Juez
- Samuel Zuluaga - Ramón
- Simon Ortiz - luis

## Versiones
- La madrastra, telenovela chilena producida por Canal 13 en 1981, siendo protagonizada por Jael Ünger y Walter Kliche. Esta fue la historia original de gran trascendencia en Chile.
- Vivir un poco, telenovela mexicana producida por Valentín Pimstein para Televisa en 1985, siendo protagonizada por Angélica Aragón y Rogelio Guerra.
- Para toda la vida, telenovela coproducida por Televisa y el canal chileno Mega de la mano de Lucero Suárez y Juan Osorio Ortiz en 1996, siendo protagonizada por Ofelia Medina y Exequiel Lavanderos.
- Forever, telenovela estadounidense coproducida por Fox TV y Televisa de la mano de Carlos Sotomayor en 1996, siendo protagonizada por Maria Mayenzet y James Richer.
- La madrastra, telenovela producida por Salvador Mejía Alejandre para Televisa en 2005, siendo protagonizada por Victoria Ruffo y César Évora.
- La madrastra, telenovela producida por Carmen Armendáriz para TelevisaUnivision en 2022, siendo protagonizada por Aracely Arámbula y Andrés Palacios.